# Porcijunkula
Porcijunkula je povijesna kapela u selu Santa Maria degli Angeli (hrv. Gospa od Anđela) blizu Assisija u Italiji, usko povezana s Franjom Asiškim i franjevačkim redom koji ju je koristio kao početno središte.

## Povijest
Prema legendi iz 1645., kapelu su pod papom Liberijem (352. – 366.) podigli pustinjaci iz doline Jošafat koji su donijeli relikvije s Marijina groba. Kapela je bila poznata kao Gospa od Anđela ili Gospa od doline Jošafat. Nalazila se na malom zemljištu (tal. naziv „Porziuncola” = „malo zemljište”) benediktinaca s Monte Subasija, zapuštena u hrastovoj šumi.
Nakon hodočašća u Rim, Franjo je imao mistično viđenje Isusa Krista u kapeli sv. Damjana gdje mu je rečeno: „Franjo, idi i popravi moju kuću koja, kako vidiš, propada”. Franjo je doslovno shvatio poruku i obnovio nekoliko srušenih crkava, uključujući Porcijunkulu.

## Franjevačko početno središte
Franjo je sagradio malu kolibu blizu kapele i osnovao franjevački red oko 1211. godine kada mu je opat dao kapelu pod uvjetom da postane središte njegove redovničke obitelji. Na Cvjetnicu 1211. Franjo je u ovoj crkvi primio Klaru Asišku i osnovao Drugi red Siromašnih Klara.
Osjećajući blisku smrt, Franjo je zatražio da ga dovedu u Porcijunkulu u rujnu 1226. Umro je u svojoj sobici, petnaest metara od crkve, 3. listopada 1226.

## Bazilika
U 16. stoljeću, papa Pio V. naredio je rušenje postojećih zgrada i izgradnju velike bazilike Gospe od Anđela u Asizu oko Porcijunkule prema planovima Giacoma Barozzija da Vignole (1569. – '78.). Bazilika je oštećena u potresu 1832., a obnovljena je od 1836. do 1840.

## Porcijunkulski oprost
Franjevci slave blagdan Gospe od Anđela ili Porcijunkulovo 2. kolovoza. Porcijunkulski oprost mogao se prvo dobiti samo u ovoj kapeli između popodneva 1. kolovoza i zalaska sunca 2. kolovoza. Papa Siksto IV. proširio ga je 1480. na sve franjevačke crkve, a papa Grgur XV. 1622. na sve vjernike na te datume. Papa Pavao VI. potvrdio je oprost nakon Drugoga vatikanskog koncila (1967).
Vjernici mogu steći potpuni oprost od 1. kolovoza u podne do 2. kolovoza u ponoć ako ispune sljedeće uvjete: posjete bilo koju katoličku crkvu, obave ispovijed (po potrebi), prime svetu pričest na svetoj misi, te izmole Vjerovanje i Oče naš uz bilo koju molitvu za nakane Svetoga Oca. Važno je da vjernik bude oslobođen svake privrženosti grijehu, čak i lakome, kako bi oproštaj bio potpun.

## Los Angeles
Četrdeset četvero španjolskih doseljenika osnovalo je naselje u Gornjoj Kaliforniji 1781. pod nazivom La Reina de los Angeles de Porciuncula (Selo Naše Gospe Kraljice Anđela od Porcijunkule). To je bio početak američkog grada Los Angelesa.

## Porcijunkulovo
Porcijunkulovo ili Gospa od Anđela je katolički spomendan 2. kolovoza. U Hrvatskoj najveća proslava je u Čakovcu. Porcijunkulovo je najznačajnija turistička manifestacija u Međimurju. Održava se od 1964. godine.